# Big Four (tênis)
No tênis, o quarteto de tenistas de simples masculino, formado por Roger Federer, Rafael Nadal, Novak Djokovic e Andy Murray, é muitas vezes chamado de Big Four, até 2017. Eles tem dominado o esporte entre si desde 2004, em termos de ranking e vitórias em torneios, incluindo torneios Grand Slam e ATP Masters 1000, assim como o ATP Finals, ATP World Tour 500 e Jogos Olímpicos.
Desde cerca de 2011 o termo "Big Four", enquanto usado anteriormente, tornou-se popular com a mídia e na literatura de tênis. O Big Four têm sido uma parte crítica do que, desde 2006, muitas vezes rotulado como uma novo "Era de Ouro" no tênis; esse termo também é aplicado para meados da década de 1970 a 1980, e a década de 1920 até a década de 1930.
Federer foi o primeiro a ganhar destaque depois de vencer Wimbledon, em 2003, e se estabeleceu como o número 1 do mundo depois de vencer o Australian Open de 2004. Nadal seguiu em 2005 depois de um triunfo em Roland Garros, incluindo uma vitória sobre Federer, e eles ocuparam os dois primeiros lugares no ranking da ATP de julho de 2005 a agosto de 2009. Djokovic, de 2007, e depois Murray, do final de 2008, desafiaram cada vez mais o domínio de Federer e Nadal com a consistência sazonal. Em 2011, Nadal declarou que o período de sua dominação conjunta com Federer havia terminado, devido à ascensão de outros jogadores, notavelmente Djokovic e mais tarde Murray. Djokovic tem sido um jogador dominante desde o início de 2011, gradualmente se aproximando ou superando as conquistas de Federer e Nadal. Apesar das quebras ocasionais de lesões por membros individuais do Big Four, eles mantiveram seu domínio como um grupo nos majores até o presente. O surgimento de outros jogadores reduziu seu domínio nos torneios ATP Finals e Masters 1000 a partir de 2017.
Eles ocuparam regularmente os quatro primeiros lugares no ranking de final de ano entre 2008 e 2013, e ficaram entre os quatro melhores do mundo no final do ano entre 2008 e 2012, sendo o maior período de dominância para qualquer quarteto de jogadores na história do tênis. Em 9 dos últimos 12 anos (desde 2007), o top 3 do final do ano foi ocupado por membros do Big Four, os anos que não o fizeram (2013, 2016 e 2017) foram principalmente devido a lesões em 2 dos membros durante essas temporadas. Eles têm mantido os dois primeiros lugares continuamente desde 25 de julho de 2005, bem como o topo desde 2 de fevereiro de 2004, o que significa que nenhum jogador fora do Big Four ficou em 1º lugar em mais de 15 anos e meio. 2 em 14 anos. Todos os quatro atingiram a posição mais alta como nº 1; Federer foi o número 1 do mundo por um recorde de 310 semanas, Djokovic, por 275 semanas (terceiro desde o início do Ranking da ATP, em 1973), Nadal, atual número 1, por 205 semanas (6º desde 1973) e Murray por 41 semanas. Federer, Djokovic e Nadal foram  nº 1 no finais do ano em cinco ocasiões diferentes, somente interrompidos por Murray em 2016.
Além de todas estas conquistas, o Big Four detêm diversos recordes por terem conquistado títulos de torneios individuais o maior número de vezes, incluindo três dos quatro principais, o ATP Finals e oito dos nove eventos ATP Masters 1000. Djokovic é o único jogador desde 1990 a ter vencido todos os nove eventos do Masters 1000 pelo menos uma vez.
A partir de 2020, o trio Federer, Nadal, e Djokovic foi referido como o Big Three devido as repetidas lutas de Murray contra lesões, relativa ausência do ATP Tour, e conquistas muito menores. Há uma discussão desde 2015 sobre se Murray deve ser incluído como parte desse grupo de elite, inicialmente porque ele ganhou muito menos títulos de Grand Slam quando comparado aos outros três. Alguns se opuseram a incluir Murray no Big Four, excluindo Stan Wawrinka, que também ganhou três prêmios no mesmo período de tempo. O próprio Wawrinka contestou essa objeção, citando sua própria falta de consistência em comparação com o Big Four. Uma comparação entre os desempenhos de carreira dos dois mostra Murray claramente à frente em todos os outros parâmetros. As estatísticas de Murray estão frequentemente no top 10 da Era Aberta, que destacam sua consistência em comparação com Wawrinka.

## Dominância geral

### Torneio Grand Slam e Olimpíadas

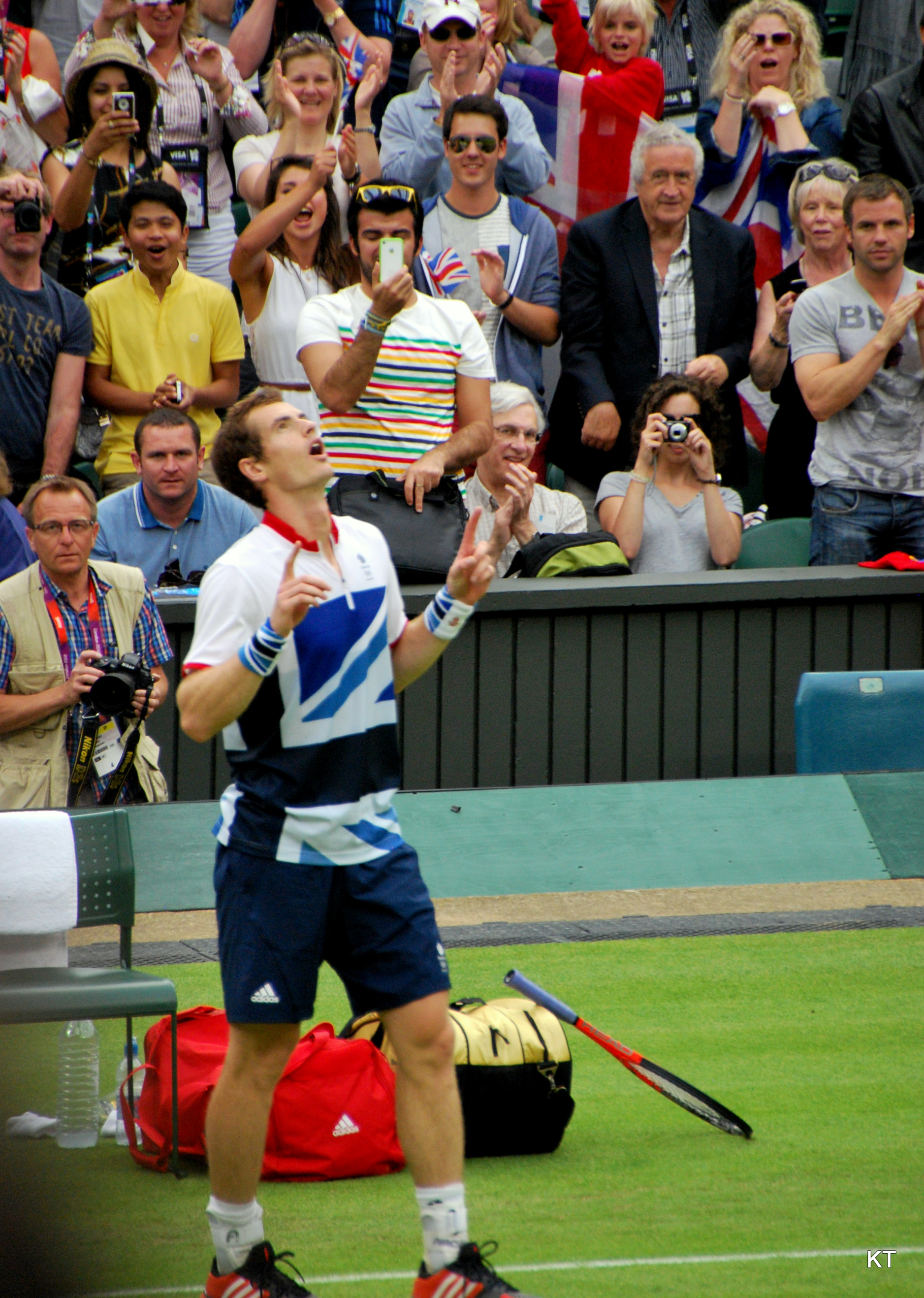
Andy Murray conquistou a Medalha de Ouro Olímpica em 2012, derrotando Roger Federer na final.

Desde o Australian Open de 2005 o Big Four conquistou todos os três torneios de simples em Jogos Olímpicos, todos menos cinco majores e todos menos quatro Tennis Masters Cups/ATP World Tour Finals/ATP Finals.
O domínio não consiste apenas em vencer cada evento, com todos os quatro membros regularmente chegando aos últimos estágios do torneio. Das 58 maiores entre o Roland Garros de 2005 e Wimbledon de 2019, a única final que não havia nenhum membro do Big Four foi a final do US Open de 2014. Eles ocuparam 10 finais consecutivas de major (campeão e vice) de US Open de 2010 até Australian Open de 2013. Desde 2008, eles ocuparam ocuparam todas as quatro semifinais em quatro ocasiões, no US Open de 2008, Roland Garros de 2011, US Open de 2011 e Australian Open de 2012, bem como tendo três dos quatro espaços em outras nove ocasiões separadas. Em 2011, eles ocuparam 14 de 16 possíveis semifinais do Grand Slam. No mesmo período, apenas duas vezes dois ou mais não alcançaram a fase semifinal (Roland Garros de 2009 e 2010), enquanto em 2012 eles ocuparam 13 dos 16 espaços possíveis de torneios Grand Slam. Nas Olimpíadas, membros do Big Four levaram cinco das nove medalhas possíveis em simples em 2008, 2012 e 2016, e também incluindo duplas tem um total de cinco ouros, duas pratas e um bronze destes jogos. Murray possui três medalhas Olímpicas, enquanto Nadal e Federer ganharam duas medalhas Olímpicas cada. Murray é o único que ganhou duas medalhas no mesmo torneio, levando a medalha de ouro de simples e a medalha de prata de duplas mistas nos Jogos Olímpicos de 2012. Ele também é o único jogador de ambos os sexos a ganhar duas medalhas de ouro no evento individual. Djokovic é o único membro que não ganhou nenhuma medalha de ouro em nenhum evento até agora, apesar de ter ganho a medalha de bronze em 2008.
O Big Four, junto com Rod Laver, Tony Roche e Ivan Lendl, são os únicos homens na história da Era Aberta a chegar às semifinais em todas os quatro Majors em um único ano. Federer conseguiu este recorde cinco vezes em sua carreira até agora e Djokovic quatro vezes. No entanto, esse feito foi realizado muitas vezes mais antes da Era Aberta. Da mesma forma, o Big Four compõem quatro dos sete jogadores (juntamente com Andre Agassi, Ken Rosewall e Ivan Lendl) para ter feito as semifinais três ou mais vezes em cada um dos quatro Majors. Além disso, o Big Four compõem quatro dos dez jogadores que chegaram à final em cada um dos quatro Majors. Finalmente, antes de 2009, nenhum homem fez 20 finais de Grand Slam, com Ivan Lendl liderando o caminho com 19. No entanto, desde então, Federer (30), Nadal (27) e Djokovic (25) ultrapassaram esta marca.

#### Torneios Grand Slam combinado cronograma de desempenho de simples (melhor resultado)
| Grand Slam      | 1999 | 2000 | 2001 | 2002 | 2003 | 2004 | 2005 | 2006 | 2007 | 2008 | 2009 | 2010 | 2011 | 2012 | 2013 | 2014 | 2015 | 2016 | 2017 | 2018 | 2019 | 2020 | SR      |
| --------------- | ---- | ---- | ---- | ---- | ---- | ---- | ---- | ---- | ---- | ---- | ---- | ---- | ---- | ---- | ---- | ---- | ---- | ---- | ---- | ---- | ---- | ---- | ------- |
| Australian Open | Q1F  | 3RF  | 3RF  | 4RF  | 4RF  | VF   | SFF  | VF   | VF   | VD   | VN   | VF   | VD   | VD   | VD   | FN   | VD   | VD   | VF   | VF   | VD   | VD   | 15 / 21 |
| Roland Garros   | 1RF  | 4RF  | QFF  | 1RF  | 1RF  | 3RF  | VN   | VN   | VN   | VN   | VF   | VN   | VN   | VN   | VN   | VN   | FD   | VD   | VN   | VN   | VN   | VN   | 15 / 22 |
| Wimbledon       | 1RF  | 1RF  | QFF  | 1RF  | VF   | VF   | VF   | VF   | VF   | VN   | VF   | VN   | VD   | VF   | VM   | VD   | VD   | VM   | VF   | VD   | VD   | NR   | 17 / 21 |
| US Open         | Q2F  | 3RF  | 4RF  | 4RF  | 4RF  | VF   | VF   | VF   | VF   | VF   | F    | VN   | VD   | VM   | VN   | SFDF | VD   | FD   | VN   | VD   | VN   | 4RD  | 13 / 20 |

#### Torneio nos Jogos Olímpicos combinado cronograma de desempenho de simples (melhor resultado)
| Jogos Olímpicos          | 2000 | 2004 | 2008 | 2012 | 2016 | 2021 | SR    |
| Jogos Olímpicos de Verão | 4ºF  | 2RF  | ON   | OM   | OM   |      | 3 / 5 |

### Finais de Grand Slam de Big Four: 33
| No. | Ano  | Campeonato      | Superfície | Campeão        | Vice           | Placar                                   |
| --- | ---- | --------------- | ---------- | -------------- | -------------- | ---------------------------------------- |
| 1.  | 2006 | Roland Garros   | Saibro     | Rafael Nadal   | Roger Federer  | 1–6, 6–1, 6–4, 7–6(7–4)                  |
| 2.  | 2006 | Wimbledon       | Grama      | Roger Federer  | Rafael Nadal   | 6–0, 7–6(7–5), 6–7(2–7), 6–3             |
| 3.  | 2007 | Roland Garros   | Saibro     | Rafael Nadal   | Roger Federer  | 6–3, 4–6, 6–3, 6–4                       |
| 4.  | 2007 | Wimbledon       | Grama      | Roger Federer  | Rafael Nadal   | 7–6(9–7), 4–6, 7–6(7–3), 2–6, 6–2        |
| 5.  | 2007 | US Open         | Duro       | Roger Federer  | Novak Djokovic | 7–6(7–4), 7–6(7–2), 6–4                  |
| 6.  | 2008 | Roland Garros   | Saibro     | Rafael Nadal   | Roger Federer  | 6–1, 6–3, 6–0                            |
| 7.  | 2008 | Wimbledon       | Grama      | Rafael Nadal   | Roger Federer  | 6–4, 6–4, 6–7(5–7), 6–7(8–10), 9–7       |
| 8.  | 2008 | US Open         | Duro       | Roger Federer  | Andy Murray    | 6–2, 7–5, 6–2                            |
| 9.  | 2009 | Australian Open | Duro       | Rafael Nadal   | Roger Federer  | 7–5, 3–6, 7–6(7–3), 3–6, 6–2             |
| 10. | 2010 | Australian Open | Duro       | Roger Federer  | Andy Murray    | 6–3, 6–4, 7–6(13–11)                     |
| 11. | 2010 | US Open         | Duro       | Rafael Nadal   | Novak Djokovic | 6–4, 5–7, 6–4, 6–2                       |
| 12. | 2011 | Australian Open | Duro       | Novak Djokovic | Andy Murray    | 6–4, 6–2, 6–3                            |
| 13. | 2011 | Roland Garros   | Saibro     | Rafael Nadal   | Roger Federer  | 7–5, 7–6(7–3), 5–7, 6–1                  |
| 14. | 2011 | Wimbledon       | Grama      | Novak Djokovic | Rafael Nadal   | 6–4, 6–1, 1–6, 6–3                       |
| 15. | 2011 | US Open         | Duro       | Novak Djokovic | Rafael Nadal   | 6–2, 6–4, 6–7(3–7), 6–1                  |
| 16. | 2012 | Australian Open | Duro       | Novak Djokovic | Rafael Nadal   | 5–7, 6–4, 6–2, 6–7(5–7), 7–5             |
| 17. | 2012 | Roland Garros   | Saibro     | Rafael Nadal   | Novak Djokovic | 6–4, 6–3, 2–6, 7–5                       |
| 18. | 2012 | Wimbledon       | Grama      | Roger Federer  | Andy Murray    | 4–6, 7–5, 6–3, 6–4                       |
| 19. | 2012 | US Open         | Duro       | Andy Murray    | Novak Djokovic | 7–6(12–10), 7–5, 2–6, 3–6, 6–2           |
| 20. | 2013 | Australian Open | Duro       | Novak Djokovic | Andy Murray    | 6–7(2–7), 7–6(7–3), 6–3, 6–2             |
| 21. | 2013 | Wimbledon       | Grama      | Andy Murray    | Novak Djokovic | 6–4, 7–5, 6–4                            |
| 22. | 2013 | US Open         | Duro       | Rafael Nadal   | Novak Djokovic | 6–2, 3–6, 6–4, 6–1                       |
| 23. | 2014 | Roland Garros   | Saibro     | Rafael Nadal   | Novak Djokovic | 3–6, 7–5, 6–2, 6–4                       |
| 24. | 2014 | Wimbledon       | Grama      | Novak Djokovic | Roger Federer  | 6–7(7–9), 6–4, 7–6(7–4), 5–7, 6–4        |
| 25. | 2015 | Australian Open | Duro       | Novak Djokovic | Andy Murray    | 7–6(7–5), 6–7(4–7), 6–3, 6–0             |
| 26. | 2015 | Wimbledon       | Grama      | Novak Djokovic | Roger Federer  | 7–6(7–1), 6–7(10–12), 6–4, 6–3           |
| 27. | 2015 | US Open         | Duro       | Novak Djokovic | Roger Federer  | 6–4, 5–7, 6–4, 6–4                       |
| 28. | 2016 | Australian Open | Duro       | Novak Djokovic | Andy Murray    | 6–1, 7–5, 7–6(7–3)                       |
| 29. | 2016 | Roland Garros   | Saibro     | Novak Djokovic | Andy Murray    | 3–6, 6–1, 6–2, 6–4                       |
| 30. | 2017 | Australian Open | Duro       | Roger Federer  | Rafael Nadal   | 6–4, 3–6, 6–1, 3–6, 6–3                  |
| 31. | 2019 | Australian Open | Duro       | Novak Djokovic | Rafael Nadal   | 6–3, 6–2, 6–3                            |
| 32. | 2019 | Wimbledon       | Grama      | Novak Djokovic | Roger Federer  | 7–6(7–5), 1–6, 7–6(7–4), 4–6, 13–12(7–3) |
| 33. | 2020 | Roland Garros   | Saibro     | Rafael Nadal   | Novak Djokovic | 6–0, 6–2, 7–5                            |

### Final Olímpica Big Four
| Ano  | Partidas | Superfície | Campeão     | Vice          | Placar        |
| ---- | -------- | ---------- | ----------- | ------------- | ------------- |
| 2012 | Londres  | Grama      | Andy Murray | Roger Federer | 6–2, 6–1, 6–4 |

### ATP Finals

#### Cronograma combinado de desempenho de simples (melhor resultado)
|            |                 |                 |                 |      |      |      | Big Two | Big Two | Big Three | Big Three | Big Three | Big Four | Big Four | Big Four | Big Four | Big Four | Big Four | Big Four | Big Four | Big Three | Big Three | Big Three |         |
| Torneio    | 1999            | 2000            | 2001            | 2002 | 2003 | 2004 | 2005    | 2006    | 2007      | 2008      | 2009      | 2010     | 2011     | 2012     | 2013     | 2014     | 2015     | 2016     | 2017     | 2018      | 2019      | 2020      | SR      |
| ATP Finals | Não qualificado | Não qualificado | Não qualificado | SFF  | VF   | VF   | F       | VF      | VF        | VD        | SFF       | VF       | VF       | VD       | VD       | VD       | VD       | VM       | SFF      | FD        | SFF       | SFDN      | 12 / 19 |

#### Finais ATP Finals Big Four: 6
| Ano  | Local   | Superfície | Campeão        | Vice           | Placar        |
| ---- | ------- | ---------- | -------------- | -------------- | ------------- |
| 2010 | Londres | Duro (c)   | Roger Federer  | Rafael Nadal   | 6–3, 3–6, 6–1 |
| 2012 | Londres | Duro (c)   | Novak Djokovic | Roger Federer  | 7–6(8–6), 7–5 |
| 2013 | Londres | Duro (c)   | Novak Djokovic | Rafael Nadal   | 6–3, 6–4      |
| 2014 | Londres | Duro (c)   | Novak Djokovic | Roger Federer  | Walkover      |
| 2015 | Londres | Duro (c)   | Novak Djokovic | Roger Federer  | 6–3, 6–4      |
| 2016 | Londres | Duro (c)   | Andy Murray    | Novak Djokovic | 6–3, 6–4      |

### Torneios ATP Masters
Da mesma forma, os eventos ATP Masters / ATP Masters 1000 foram dominados pelo Big Four. Nadal e Djokovic lideram com um recorde de 35 títulos seguidos por Federer (28) e Murray (14). Eles ganharam 109 títulos combinados (fazendo 123 finais). Entre o Indian Wells Masters de 2005 e o Madrid Masters de 2017, eles ganharam 96 dos 112 eventos (85%), mas o período mais dominante foi de Indian Wells Masters de 2011 a Madrid Masters de 2017, onde venceram 54 de 58 (93%). Isso inclui todos os 9 em 2011, 2013 e 2015. Além disso, do Cincinnati Masters de 2014 ao Canada Masters de 2016, eles venceram 18 eventos consecutivos do ATP Masters 1000. Desde o início de 2013 até os seis primeiros eventos de 2017, eles tiveram uma sequência de 42 eventos consecutivos nos Masters 1000, nos quais pelo menos um dos quatro chegou à final, ganhando um total de 37 títulos. Estranhamente, apenas três vezes (2009, 2011 e 2012) todos os quatro venceram pelo menos um evento durante o mesmo ano. Desde 2003, nenhum outro jogador ganhou mais de 3 títulos. Nadal (385), Federer (381) e Djokovic (355) venceram mais partidas do que qualquer outro jogador (Jimmy Connors está distante em quarto com 261). Murray (213) está em sétimo.

#### Cronograma de Masters combinado de desempenho de simples (melhor resultado)
|                             |      |      |      |      |      |      | Big Two | Big Two | Big Three | Big Three | Big Four | Big Four | Big Four | Big Four | Big Four | Big Four | Big Four | Big Four | Big Three | Big Three | Big Three | Big Three |         |
| Torneio                     | 1999 | 2000 | 2001 | 2002 | 2003 | 2004 | 2005    | 2006    | 2007      | 2008      | 2009     | 2010     | 2011     | 2012     | 2013     | 2014     | 2015     | 2016     | 2017      | 2018      | 2019      | 2020      | SR      |
| ATP World Tour Masters 1000 |      |      |      |      |      |      |         |         |           |           |          |          |          |          |          |          |          |          |           |           |           |           |         |
| Indian Wells Masters        | A    | Q1   | 1RF  | 3RF  | 2RF  | VF   | VF      | VF      | VN        | VD        | VN       | SFN      | VD       | VF       | VN       | VD       | VD       | VD       | VF        | F         | F         | NR        | 13 / 19 |
| Miami Open                  | 1RF  | 2RF  | QFF  | F    | QFF  | 4RN  | VF      | VF      | VD        | FN        | VM       | SFN      | VD       | VD       | VM       | VD       | VD       | VD       | VF        | 2RDF      | VF        | NR        | 12 / 21 |
| Monte-Carlo Masters         | 1RF  | 1RF  | QFF  | 2RF  | 3RN  | A    | VN      | VN      | VN        | VN        | VN       | VN       | VN       | VN       | VD       | F        | VD       | VN       | VN        | VN        | SFN       | NR        | 13 / 20 |
| Madri Open1                 | A    | 1RF  | 1RF  | VF   | 3RNF | VF   | VF      | 2RMD    | VF        | VN        | VF       | VN       | VD       | VF       | VN       | VN       | VM       | VD       | VN        | QFN       | VD        | NR        | 14 / 18 |
| Italian Open                | A    | 1RF  | 3RF  | 1RF  | F    | 2RF  | VN      | VN      | VN        | VD        | VN       | VN       | VD       | VN       | VN       | VD       | VD       | VM       | FD        | VN        | VN        | VD        | 15 / 21 |
| Canadian Open               | A    | 1RF  | A    | 1RF  | SFF  | VF   | VN      | VF      | VD        | VN        | VM       | VM       | VD       | VD       | VN       | F        | VM       | VD       | F         | VN        | VN        | NR        | 14 / 19 |
| Cincinnati Masters          | A    | 1RF  | A    | 1RF  | 2RF  | 1RFN | VF      | QFNM    | VF        | VM        | VF       | VF       | VM       | VF       | VN       | VF       | VF       | FM       | QFN       | VD        | SFD       | VD        | 12 / 20 |
| Shanghai Masters2           | A    | 2RF  | 2RF  | QFF  | SFF  | 2RN  | VN      | VF      | F         | VM        | FN       | VM       | VM       | VD       | VD       | VF       | VD       | VM       | VF        | VD        | QFDF      | NR        | 12 / 20 |
| Paris Masters               | A    | 1RF  | 2RF  | QFF  | QFF  | A    | 3RD     | 3RM     | FN        | QFNFM     | VD       | SFF      | VF       | 3RM      | VD       | VD       | VD       | VM       | QFN       | FD        | VD        | SFN       | 6 / 18  |

1Realizado como Hamburg Masters até 2008, Madri Masters (saibro) 2009–presente.
2Realizado como Stuttgart Masters até 2001, Madri Masters (duro) de 2002–08, e Shanghai Masters 2009–presente.

#### Finais Big Four em Masters 1000: 47
Os quatro se encontraram pelo menos duas vezes nas finais do Masters 1000. Os registros deles são: Federer 5-7 Nadal; Federer 3-5 Djokovic; Federer 0-2 Murray; Nadal 6-7 Djokovic; Nadal 1–1 Murray; Djokovic 5–5 Murray.
| No. | Ano  | Superfície | Torneio      | Campeão        | Vice           | Placar                                 |
| --- | ---- | ---------- | ------------ | -------------- | -------------- | -------------------------------------- |
| 1.  | 2005 | Duro       | Miami        | Roger Federer  | Rafael Nadal   | 2–6, 6–7(4–7), 7–6(7–5), 6–3, 6–1      |
| 2.  | 2006 | Saibro     | Monte Carlo  | Rafael Nadal   | Roger Federer  | 6–2, 6–7(2–7), 6–3, 7–6(7–5)           |
| 3.  | 2006 | Saibro     | Roma         | Rafael Nadal   | Roger Federer  | 6–7(0–7), 7–6(7–5), 6–4, 2–6, 7–6(7–5) |
| 4.  | 2007 | Duro       | Indian Wells | Rafael Nadal   | Novak Djokovic | 6–2, 7–5                               |
| 5.  | 2007 | Saibro     | Monte Carlo  | Rafael Nadal   | Roger Federer  | 6–4, 6–4                               |
| 6.  | 2007 | Saibro     | Hamburgo     | Roger Federer  | Rafael Nadal   | 2–6, 6–2, 6–0                          |
| 7.  | 2007 | Duro       | Canadá       | Novak Djokovic | Roger Federer  | 7–6(7–2), 2–6, 7–6(7–2)                |
| 8.  | 2008 | Saibro     | Monte Carlo  | Rafael Nadal   | Roger Federer  | 7–5, 7–5                               |
| 9.  | 2008 | Saibro     | Hamburgo     | Rafael Nadal   | Roger Federer  | 7–5, 6–7(3–7), 6–3                     |
| 10. | 2008 | Duro       | Cincinnati   | Andy Murray    | Novak Djokovic | 7–6(7–4), 7–6(7–5)                     |
| 11. | 2009 | Duro       | Indian Wells | Rafael Nadal   | Andy Murray    | 6–1, 6–2                               |
| 12. | 2009 | Duro       | Miami        | Andy Murray    | Novak Djokovic | 6–2, 7–5                               |
| 13. | 2009 | Saibro     | Monte Carlo  | Rafael Nadal   | Novak Djokovic | 6–3, 2–6, 6–1                          |
| 14. | 2009 | Saibro     | Roma         | Rafael Nadal   | Novak Djokovic | 7–6(7–2), 6–2                          |
| 15. | 2009 | Saibro     | Madri        | Roger Federer  | Rafael Nadal   | 6–4, 6–4                               |
| 16. | 2009 | Duro       | Cincinnati   | Roger Federer  | Novak Djokovic | 6–1, 7–5                               |
| 17. | 2010 | Saibro     | Madri        | Rafael Nadal   | Roger Federer  | 6–4, 7–6(7–5)                          |
| 18. | 2010 | Duro       | Canadá       | Andy Murray    | Roger Federer  | 7–5, 7–5                               |
| 19. | 2010 | Duro       | Shanghai     | Andy Murray    | Roger Federer  | 6–3, 6–2                               |
| 20. | 2011 | Duro       | Indian Wells | Novak Djokovic | Rafael Nadal   | 4–6, 6–3, 6–2                          |
| 21. | 2011 | Duro       | Miami        | Novak Djokovic | Rafael Nadal   | 4–6, 6–3, 7–6(7–4)                     |
| 22. | 2011 | Saibro     | Madri        | Novak Djokovic | Rafael Nadal   | 7–5, 6–4                               |
| 23. | 2011 | Saibro     | Roma         | Novak Djokovic | Rafael Nadal   | 6–4, 6–4                               |
| 24. | 2011 | Duro       | Cincinnati   | Andy Murray    | Novak Djokovic | 6–4, 3–0 ret.                          |
| 25. | 2012 | Duro       | Miami        | Novak Djokovic | Andy Murray    | 6–1, 7–6(7–4)                          |
| 26. | 2012 | Saibro     | Monte Carlo  | Rafael Nadal   | Novak Djokovic | 6–3, 6–1                               |
| 27. | 2012 | Saibro     | Roma         | Rafael Nadal   | Novak Djokovic | 7–5, 6–3                               |
| 28. | 2012 | Duro       | Cincinnati   | Roger Federer  | Novak Djokovic | 6–0, 7–6(9–7)                          |
| 29. | 2012 | Duro       | Shanghai     | Novak Djokovic | Andy Murray    | 5–7, 7–6(13–11), 6–3                   |
| 30. | 2013 | Saibro     | Monte Carlo  | Novak Djokovic | Rafael Nadal   | 6–2, 7–6(7–1)                          |
| 31. | 2013 | Saibro     | Roma         | Rafael Nadal   | Roger Federer  | 6–1, 6–3                               |
| 32. | 2014 | Duro       | Indian Wells | Novak Djokovic | Roger Federer  | 3–6, 6–3, 7–6(7–3)                     |
| 33. | 2014 | Duro       | Miami        | Novak Djokovic | Rafael Nadal   | 6–3, 6–3                               |
| 34. | 2014 | Saibro     | Roma         | Novak Djokovic | Rafael Nadal   | 4–6, 6–3, 6–3                          |
| 35. | 2015 | Duro       | Indian Wells | Novak Djokovic | Roger Federer  | 6–3, 6–7(5–7), 6–2                     |
| 36. | 2015 | Duro       | Miami        | Novak Djokovic | Andy Murray    | 7–6(7–3), 4–6, 6–0                     |
| 37. | 2015 | Saibro     | Madri        | Andy Murray    | Rafael Nadal   | 6–3, 6–2                               |
| 38. | 2015 | Saibro     | Roma         | Novak Djokovic | Roger Federer  | 6–4, 6–3                               |
| 39. | 2015 | Duro       | Canadá       | Andy Murray    | Novak Djokovic | 6–4, 4–6, 6–3                          |
| 40. | 2015 | Duro       | Cincinnati   | Roger Federer  | Novak Djokovic | 7–6(7–1), 6–3                          |
| 41. | 2015 | Duro (c)   | Paris        | Novak Djokovic | Andy Murray    | 6–2, 6–4                               |
| 42. | 2016 | Saibro     | Madri        | Novak Djokovic | Andy Murray    | 6–2, 3–6, 6–3                          |
| 43. | 2016 | Saibro     | Roma         | Andy Murray    | Novak Djokovic | 6–3, 6–3                               |
| 44. | 2017 | Duro       | Miami        | Roger Federer  | Rafael Nadal   | 6–3, 6–4                               |
| 45. | 2017 | Duro       | Shanghai     | Roger Federer  | Rafael Nadal   | 6–4, 6–3                               |
| 46. | 2018 | Duro       | Cincinnati   | Novak Djokovic | Roger Federer  | 6–4, 6–4                               |
| 47. | 2019 | Saibro     | Roma         | Rafael Nadal   | Novak Djokovic | 6–0, 4–6, 6–1                          |

### Outras Finais Big Four: 15
| No. | Ano  | Superfície | Torneio      | Campeão        | Vice           | Placar        |
| --- | ---- | ---------- | ------------ | -------------- | -------------- | ------------- |
| 1.  | 2005 | Duro (c)   | Bangkok      | Roger Federer  | Andy Murray    | 6–3, 7–5      |
| 2.  | 2006 | Duro       | Dubai        | Rafael Nadal   | Roger Federer  | 2–6, 6–4, 6–4 |
| 3.  | 2008 | Grama      | Queen's Club | Rafael Nadal   | Novak Djokovic | 7–6(8–6), 7–5 |
| 4.  | 2009 | Duro (c)   | Rotterdam    | Andy Murray    | Rafael Nadal   | 6–3, 4–6, 6–0 |
| 5.  | 2009 | Duro (c)   | Basel        | Novak Djokovic | Roger Federer  | 6–4, 4–6, 6–2 |
| 6.  | 2010 | Duro (c)   | Basel        | Roger Federer  | Novak Djokovic | 6–4, 3–6, 6–1 |
| 7.  | 2011 | Duro       | Dubai        | Novak Djokovic | Roger Federer  | 6–3, 6–3      |
| 8.  | 2011 | Duro       | Tóquio       | Andy Murray    | Rafael Nadal   | 3–6, 6–2, 6–0 |
| 9.  | 2012 | Duro       | Dubai        | Roger Federer  | Andy Murray    | 7–5, 6–4      |
| 10. | 2013 | Duro       | Pequim       | Novak Djokovic | Rafael Nadal   | 6–3, 6–4      |
| 11. | 2015 | Duro       | Dubai        | Roger Federer  | Novak Djokovic | 6–3, 7–5      |
| 12. | 2015 | Duro       | Pequim       | Novak Djokovic | Rafael Nadal   | 6–2, 6–2      |
| 13. | 2015 | Duro (c)   | Basel        | Roger Federer  | Rafael Nadal   | 6–3, 5–7, 6–3 |
| 14. | 2016 | Duro       | Doha         | Novak Djokovic | Rafael Nadal   | 6–1, 6–2      |
| 15. | 2017 | Duro       | Doha         | Novak Djokovic | Andy Murray    | 6–3, 5–7, 6–4 |

### Recordes de torneios de nível superior
Os quatro torneios do Grand Slam, o ATP Finals, nove ATP Masters 1000 e os Jogos Olímpicos de Verão, compõem os 15 torneios de nível superior mais cobiçados do tênis masculino. Embora nenhum jogador tenha vencido cada um desses 15 eventos em torneios masculinos, Djokovic é o mais próximo de todos os 15 torneios, faltando apenas o título olímpico. Murray é apenas o segundo jogador na Era Aberta depois de Agassi a ganhar um Major, título de Masters, ATP Finals, Copa Davis e ouro olímpico.
Federer e Nadal estão dois atrás de Djokovic. Nadal também conseguiu um Grand Slam de carreira e um Golden Slam de carreira, mas até agora não conseguiu vencer o ATP Finals, o Miami Open e o Paris Masters. Federer também conseguiu um Grand Slam na carreira, mas está faltando o ouro olímpico em simples, o Monte-Carlo Masters e o Italian Open. Murray ganhou 11 dos 15 eventos.
Federer e Nadal chegaram à final de cada um dos 15 torneios de elite. Djokovic chegou à final de todos eles, exceto as Olimpíadas. Murray ainda não disputou a final em Monte Carlo.
Esta tabela é atualizada até 25 de novembro de 2020
| Jogador        | Grand Slams | Grand Slams | Grand Slams | Grand Slams | ATP Finals | ATP World Tour Masters 1000 | ATP World Tour Masters 1000 | ATP World Tour Masters 1000 | ATP World Tour Masters 1000 | ATP World Tour Masters 1000 | ATP World Tour Masters 1000 | ATP World Tour Masters 1000 | ATP World Tour Masters 1000 | ATP World Tour Masters 1000 | Olimpíadas | SR      | V–D (%)         | Total |
| Jogador        | AO          | RG          | WIM         | USO         | ATP Finals | IW                          | MIA                         | MON                         | MAD1                        | ROM                         | CAN                         | CIN                         | SHA2                        | PAR                         | Olimpíadas | SR      | V–D (%)         | Total |
| Novak Djokovic | V (8)*      | V (1)       | V (5)       | V (3)       | V (5)      | V (5)*                      | V (6)*                      | V (2)                       | V (3)                       | V (5)                       | V (4)                       | V (3)                       | V (4)*                      | V (5)*                      | B (1)      | 14 / 15 | 706–142 (83,3%) | 58    |
| Rafael Nadal   | V (1)       | V (13)*     | V (2)       | V (4)       | F (2)      | V (3)                       | F (5)                       | V (11)*                     | V (5)                       | V (9)*                      | V (5)                       | V (1)                       | V (1)                       | F (1)                       | O (1)      | 12 / 15 | 696–135 (82,7%) | 56    |
| Roger Federer  | V (6)       | V (1)       | V (8)*      | V (5)*      | V (6)*     | V (5)*                      | V (4)                       | F (4)                       | V (6)*                      | F (4)                       | V (2)                       | V (7)*                      | V (3)                       | V (1)                       | P (1)      | 12 / 15 | 815–189 (81,2%) | 54    |
| Andy Murray    | F (5)       | F (1)       | V (2)       | V (1)       | V (1)      | F (1)                       | V (2)                       | SF (3)                      | V (1)                       | V (1)                       | V (3)                       | V (2)                       | V (4)*                      | V (1)                       | O (2)*     | 11 / 15 | 433–143 (75,2%) | 20    |

1Realizado como Hamburg Masters até 2008, Madrid Masters (saibro) 2009–presente.
2Realizado como Stuttgart Masters até 2001, Madrid Masters (duro) de 2002–08, e Shanghai Masters 2009–presente. Djokovic detêm o recorde de 4 vitórias na Era Aberta, enquanto Murray também venceu o torneio em 2008 quando foi realizado como Madrid Masters.
*Denota um recorde do torneio na Era Aberta.

### Performances em Grand Slam
Esta tabela está atualizada até o US Open de 2020
| Jogador        | AO      | AO     | AO                | RG      | RG     | RG                | WIM     | WIM    | WIM               | USO     | USO    | USO               |
| Jogador        | Títulos | Finais | Partidas vencidas | Títulos | Finais | Partidas vencidas | Títulos | Finais | Partidas vencidas | Títulos | Finais | Partidas vencidas |
| Roger Federer  | 6       | 7      | 102               | 1       | 5      | 70                | 8       | 12     | 101               | 5       | 7      | 89                |
| Rafael Nadal   | 1       | 5      | 65                | 12      | 12     | 93                | 2       | 5      | 53                | 4       | 5      | 64                |
| Novak Djokovic | 8       | 8      | 75                | 1       | 4      | 68                | 5       | 6      | 72                | 3       | 8      | 75                |
| Andy Murray    | 0       | 5      | 48                | 0       | 1      | 39                | 2       | 3      | 57                | 1       | 2      | 46                |

### Comparação de desempenho do torneio Grand Slam
Antes de 2005, Murray e Djokovic não tinham competido em um torneio de Grand Slam. Nadal fez quatro aparições de 2003 e 2004, alcançando a terceira rodada em Wimbledon de 2003 e Australian Open de 2004. Federer tem competido em torneios do Grand Slam desde 1999, e venceu Wimbledon em 2003 e 2004, assim como o Australian Open de 2004 e US Open de 2004. A última vez que uma semifinal de Grand Slam não havia Federer, Nadal ou Djokovic foi Roland Garros de 2004. Apenas duas finais de Grand Slam desde o Australian Open de 2005 foram contestadas sem nenhum Big Three, foram elas US Open de 2014 e Wimbledon de 2016.

#### 2003–2008
| Torneio        | Federer | Federer | Federer | Federer | Federer | Federer | Federer | Federer | Big Two | Big Two | Big Two | Big Two | Big Two | Big Two | Big Two | Big Two | Big Three | Big Three | Big Three | Big Three | Big Three | Big Three | Big Three | Big Three |
| Torneio        | 2003    | 2003    | 2003    | 2003    | 2004    | 2004    | 2004    | 2004    | 2005    | 2005    | 2005    | 2005    | 2006    | 2006    | 2006    | 2006    | 2007      | 2007      | 2007      | 2007      | 2008      | 2008      | 2008      | 2008      |
| Torneio        | AUS     | RG      | WIM     | US      | AUS     | RG      | WIM     | US      | AUS     | RG      | WIM     | US      | AUS     | RG      | WIM     | US      | AUS       | RG        | WIM       | US        | AUS       | RG        | WIM       | US        |
| Roger Federer  | 4R      | 1R      | V       | 4R      | V       | 3R      | V       | V       | SF      | SFN     | V       | V       | V       | FN      | VN      | V       | VD        | FN        | VN        | VD        | SFD       | FN        | FN        | VDM       |
| Rafael Nadal   | A       | A       | 3R      | 2R      | 3R      | A       | A       | 2R      | 4R      | VF      | 2R      | 3R      | A       | VDF     | F       | QF      | QFM       | VDF       | FDF       | 4R        | SF        | VDF       | VF        | SFM       |
| Novak Djokovic | A       | A       | A       | A       | A       | A       | A       | A       | 1R      | 2R      | 3R      | 3R      | 1R      | QFN     | 4R      | 3R      | 4RF       | SFN       | SFN       | F         | VF        | SFN       | 2R        | SFF       |
| Andy Murray    | A       | A       | A       | A       | A       | A       | A       | A       | A       | A       | 3R      | 2R      | 1R      | 1R      | 4R      | 4R      | 4RN       | A         | A         | 3R        | 1R        | 3R        | QFN       | FNF       |

#### 2009–2014
| Torneio        | Big Four | Big Four | Big Four | Big Four | Big Four | Big Four | Big Four | Big Four | Big Four | Big Four | Big Four | Big Four | Big Four | Big Four | Big Four | Big Four | Big Four | Big Four | Big Four | Big Four | Big Four | Big Four | Big Four | Big Four |
| Torneio        | 2009     | 2009     | 2009     | 2009     | 2010     | 2010     | 2010     | 2010     | 2011     | 2011     | 2011     | 2011     | 2012     | 2012     | 2012     | 2012     | 2013     | 2013     | 2013     | 2013     | 2014     | 2014     | 2014     | 2014     |
| Torneio        | AUS      | RG       | WIM      | US       | AUS      | RG       | WIM      | US       | AUS      | RG       | WIM      | US       | AUS      | RG       | WIM      | US       | AUS      | RG       | WIM      | US       | AUS      | RG       | WIM      | US       |
| Roger Federer  | FN       | V        | V        | FD       | VM       | QF       | QF       | SFD      | SFD      | FDN      | QF       | SFD      | SFN      | SFD      | VDM      | QF       | SFM      | QF       | 2R       | 4R       | SFMN     | 4R       | FD       | SF       |
| Rafael Nadal   | VF       | 4R       | A        | SF       | QFM      | V        | VM       | VD       | QF       | VMF      | FMD      | FMD      | FFD      | VD       | 2R       | A        | A        | VD       | 1R       | VD       | F        | VMD      | 4R       | A        |
| Novak Djokovic | QF       | 3R       | QF       | SFF      | QF       | QF       | SF       | FFN      | VFM      | SFF      | VN       | VFN      | VMN      | FFN      | SFF      | FM       | VM       | SFN      | FM       | FN       | QF       | FN       | VF       | SFM      |
| Andy Murray    | 4R       | QF       | SF       | 4R       | FNF      | 4R       | SFN      | 3R       | FD       | SFN      | SFN      | SFN      | SFD      | QF       | F        | VD       | FFD      | A        | VD       | QF       | QFF      | SFN      | QF       | QFD      |

#### 2015–2020
| Torneio        | Big Four | Big Four | Big Four | Big Four | Big Four | Big Four | Big Four | Big Four | Big Three | Big Three | Big Three | Big Three | Big Three | Big Three | Big Three | Big Three | Big Three | Big Three | Big Three | Big Three | Big Three | Big Three | Big Three | Big Three |
| Torneio        | 2015     | 2015     | 2015     | 2015     | 2016     | 2016     | 2016     | 2016     | 2017      | 2017      | 2017      | 2017      | 2018      | 2018      | 2018      | 2018      | 2019      | 2019      | 2019      | 2019      | 2020      | 2020      | 2020      | 2020      |
| Torneio        | AUS      | RG       | WIM      | US       | AUS      | RG       | WIM      | US       | AUS       | RG        | WIM       | US        | AUS       | RG        | WIM       | US        | AUS       | RG        | WIM       | US        | AUS       | RGP       | WIM       | US        |
| Roger Federer  | 3R       | QF       | FMD      | FD       | SFD      | A        | SF       | A        | VN        | A         | V         | QF        | V         | A         | QF        | 4R        | 4R        | SFN       | FND       | QF        | SFD       | A         | NR        | A         |
| Rafael Nadal   | QF       | QFD      | 2R       | 3R       | 1R       | 3R       | A        | 4R       | F         | V         | 4R        | V         | QF        | V         | SFD       | SF        | FD        | VF        | SFF       | V         | QF        | VD        | NR        | A         |
| Novak Djokovic | VM       | FNM      | VF       | VF       | VFM      | VM       | 3R       | F        | 2R        | QF        | QF        | A         | 4R        | QF        | VN        | V         | VN        | SF        | VF        | 4R        | VF        | FN        | NR        | 4R        |
| Andy Murray    | FD       | SFD      | SFF      | 4R       | FD       | FD       | V        | QF       | 4R        | SF        | QF        | A         | A         | A         | A         | 2R        | 1R        | A         | A         | A         | A         | 1R        | NR        | 2R        |

D indica que o jogador enfrentou Novak Djokovic no torneio.

F indica que o jogador enfrentou Roger Federer no torneio.

M indica que o jogador enfrentou Andy Murray no torneio.

N indica que o jogador enfrentou Rafael Nadal no torneio.

P indica que o torneio foi reagendado para 20 de setembro de 2020 devido a pandemia do coronavírus.

### Comparação do desempenho em torneios Grand Slam por idade

#### 17–22
| Torneio        | 17               | 17               | 17               | 17               | 18               | 18               | 18               | 18               | 19               | 19               | 19               | 19               | 20               | 20               | 20               | 20               | 21               | 21               | 21               | 21               | 22               | 22               | 22               | 22               |
| Torneio        | 1998, 2003, 2004 | 1998, 2003, 2004 | 1998, 2003, 2004 | 1998, 2003, 2004 | 1999, 2004, 2005 | 1999, 2004, 2005 | 1999, 2004, 2005 | 1999, 2004, 2005 | 2000, 2005, 2006 | 2000, 2005, 2006 | 2000, 2005, 2006 | 2000, 2005, 2006 | 2001, 2006, 2007 | 2001, 2006, 2007 | 2001, 2006, 2007 | 2001, 2006, 2007 | 2002, 2007, 2008 | 2002, 2007, 2008 | 2002, 2007, 2008 | 2002, 2007, 2008 | 2003, 2008, 2009 | 2003, 2008, 2009 | 2003, 2008, 2009 | 2003, 2008, 2009 |
| Torneio        | AUS              | RG               | WIM              | US               | AUS              | RG               | WIM              | US               | AUS              | RG               | WIM              | US               | AUS              | RG               | WIM              | US               | AUS              | RG               | WIM              | US               | AUS              | RG               | WIM              | US               |
| Roger Federer  | A                | A                | A                | A                | A                | 1R               | 1R               | A                | 3R               | 4R               | 1R               | 3R               | 3R               | QF               | QF               | 4R               | 4R               | 1R               | 1R               | 4R               | 4R               | 1R               | V                | 4R               |
| Rafael Nadal   | A                | A                | 3R               | 2R               | 3R               | A                | A                | 2R               | 4R               | VF               | 2R               | 3R               | A                | VDF              | F                | QF               | QFM              | VDF              | FDF              | 4R               | SF               | VDF              | VF               | SFM              |
| Novak Djokovic | A                | A                | A                | A                | 1R               | 2R               | 3R               | 3R               | 1R               | QFN              | 4R               | 3R               | 4RF              | SFN              | SFN              | F                | VF               | SFN              | 2R               | SFF              | QF               | 3R               | QF               | SFF              |
| Andy Murray    | A                | A                | A                | A                | A                | A                | 3R               | 2R               | 1R               | 1R               | 4R               | 4R               | 4RN              | A                | A                | 3R               | 1R               | 3R               | QFN              | FNF              | 4R               | QF               | SF               | 4R               |

#### 23–28
| Torneio        | 23               | 23               | 23               | 23               | 24               | 24               | 24               | 24               | 25               | 25               | 25               | 25               | 26               | 26               | 26               | 26               | 27               | 27               | 27               | 27               | 28               | 28               | 28               | 28               |
| Torneio        | 2004, 2009, 2010 | 2004, 2009, 2010 | 2004, 2009, 2010 | 2004, 2009, 2010 | 2005, 2010, 2011 | 2005, 2010, 2011 | 2005, 2010, 2011 | 2005, 2010, 2011 | 2006, 2011, 2012 | 2006, 2011, 2012 | 2006, 2011, 2012 | 2006, 2011, 2012 | 2007, 2012, 2013 | 2007, 2012, 2013 | 2007, 2012, 2013 | 2007, 2012, 2013 | 2008, 2013, 2014 | 2008, 2013, 2014 | 2008, 2013, 2014 | 2008, 2013, 2014 | 2009, 2014, 2015 | 2009, 2014, 2015 | 2009, 2014, 2015 | 2009, 2014, 2015 |
| Torneio        | AUS              | RG               | WIM              | US               | AUS              | RG               | WIM              | US               | AUS              | RG               | WIM              | US               | AUS              | RG               | WIM              | US               | AUS              | RG               | WIM              | US               | AUS              | RG               | WIM              | US               |
| Roger Federer  | V                | 3R               | V                | V                | SF               | SFN              | V                | V                | V                | FN               | VN               | V                | VD               | FN               | VN               | VD               | SFD              | FN               | FN               | VDM              | FN               | V                | V                | FD               |
| Rafael Nadal   | VF               | 4R               | A                | SF               | QFM              | V                | VM               | VD               | QF               | VMF              | FMD              | FMD              | FFD              | VD               | 2R               | A                | A                | VD               | 1R               | VD               | F                | VMD              | 4R               | A                |
| Novak Djokovic | QF               | QF               | SF               | FFN              | VFM              | SFF              | VN               | VFN              | VMN              | FFN              | SFF              | FM               | VM               | SFN              | FM               | FN               | QF               | FN               | VF               | SFM              | VM               | FNM              | VF               | VF               |
| Andy Murray    | FNF              | 4R               | SFN              | 3R               | FD               | SFN              | SFN              | SFN              | SFD              | QF               | F                | VD               | FFD              | A                | VD               | QF               | QFF              | SFN              | QF               | QFD              | FD               | SFD              | SFF              | 4R               |

#### 29–34
| Torneio        | 29               | 29               | 29               | 29               | 30               | 30               | 30               | 30               | 31               | 31               | 31               | 31               | 32               | 32               | 32               | 32               | 33               | 33               | 33               | 33               | 34               | 34               | 34               | 34               |
| Torneio        | 2010, 2015, 2016 | 2010, 2015, 2016 | 2010, 2015, 2016 | 2010, 2015, 2016 | 2011, 2016, 2017 | 2011, 2016, 2017 | 2011, 2016, 2017 | 2011, 2016, 2017 | 2012, 2017, 2018 | 2012, 2017, 2018 | 2012, 2017, 2018 | 2012, 2017, 2018 | 2013, 2018, 2019 | 2013, 2018, 2019 | 2013, 2018, 2019 | 2013, 2018, 2019 | 2014, 2019, 2020 | 2014, 2019, 2020 | 2014, 2019, 2020 | 2014, 2019, 2020 | 2015, 2020, 2021 | 2015, 2020, 2021 | 2015, 2020, 2021 | 2015, 2020, 2021 |
| Torneio        | AUS              | RG               | WIM              | US               | AUS              | RG               | WIM              | US               | AUS              | RG               | WIM              | US               | AUS              | RG               | WIM              | US               | AUS              | RG               | WIM              | US               | AUS              | RG               | WIM              | US               |
| Roger Federer  | VM               | QF               | QF               | SFD              | SFD              | FDN              | QF               | SFD              | SFN              | SFD              | VDM              | QF               | SFM              | QF               | 2R               | 4R               | SFMN             | 4R               | FD               | SF               | 3R               | QF               | FMD              | FD               |
| Rafael Nadal   | QF               | QFD              | 2R               | 3R               | 1R               | 3R               | A                | 4R               | F                | V                | 4R               | V                | QF               | V                | SFD              | SF               | FD               | VF               | SFF              | V                | QF               |                  | NR               | A                |
| Novak Djokovic | VFM              | VM               | 3R               | F                | 2R               | QF               | QF               | A                | 4R               | QF               | VN               | V                | VN               | SF               | VF               | 4R               | VF               |                  | NR               |                  |                  |                  |                  |                  |
| Andy Murray    | FD               | FD               | V                | QF               | 4R               | SF               | QF               | A                | A                | A                | A                | 2R               | 1R               | A                | A                | A                | A                |                  | NR               |                  |                  |                  |                  |                  |

#### 35–40
| Torneio        | 35               | 35               | 35               | 35               | 36               | 36               | 36               | 36               | 37               | 37               | 37               | 37               | 38               | 38               | 38               | 38               | 39               | 39               | 39               | 39               |
| Torneio        | 2016, 2021, 2022 | 2016, 2021, 2022 | 2016, 2021, 2022 | 2016, 2021, 2022 | 2017, 2022, 2023 | 2017, 2022, 2023 | 2017, 2022, 2023 | 2017, 2022, 2023 | 2018, 2023, 2024 | 2018, 2023, 2024 | 2018, 2023, 2024 | 2018, 2023, 2024 | 2019, 2024, 2025 | 2019, 2024, 2025 | 2019, 2024, 2025 | 2019, 2024, 2025 | 2020, 2025, 2026 | 2020, 2025, 2026 | 2020, 2025, 2026 | 2020, 2025, 2026 |
| Torneio        | AUS              | RG               | WIM              | US               | AUS              | RG               | WIM              | US               | AUS              | RG               | WIM              | US               | AUS              | RG               | WIM              | US               | AUS              | RG               | WIM              | US               |
| Roger Federer  | SFD              | A                | SF               | A                | VN               | A                | V                | QF               | V                | A                | QF               | 4R               | 4R               | SFN              | FND              | QF               | SFD              | A                | NR               | A                |
| Rafael Nadal   |                  |                  |                  |                  |                  |                  |                  |                  |                  |                  |                  |                  |                  |                  |                  |                  |                  |                  |                  |                  |
| Novak Djokovic |                  |                  |                  |                  |                  |                  |                  |                  |                  |                  |                  |                  |                  |                  |                  |                  |                  |                  |                  |                  |
| Andy Murray    |                  |                  |                  |                  |                  |                  |                  |                  |                  |                  |                  |                  |                  |                  |                  |                  |                  |                  |                  |                  |

D indica que o jogador enfrentou Novak Djokovic no torneio.

F indica que o jogador enfrentou Roger Federer no torneio.

M indica que o jogador enfrentou Andy Murray no torneio.

N indica que o jogador enfrentou Rafael Nadal no torneio.

### Ranking
Entre 8 de setembro de 2008 e 28 de janeiro de 2013, as quatro primeiras posições no Ranking da ATP foram ocupadas por todos os membros do Big Four menos 16 semanas. Roger Federer, Rafael Nadal e Novak Djokovic estavam consistentemente entre os quatro primeiros nesse período, com Andy Murray caindo para o 5º durante todas aquelas 16 semanas. Os únicos dois outros jogadores que entraram entre os quatro primeiros nesse período foram Juan Martín del Potro (3 semanas) e Robin Söderling (13 semanas). Esta corrida terminou quando David Ferrer substituiu Nadal entre os quatro primeiros, após um período de lesão de Nadal, e manteve seu lugar entre os quatro primeiros por grande parte de 2013, quando Roger Federer caiu no ranking devido a seus próprios problemas de lesão nas costas.
Todos os quatro foram número um do mundo. Federer alcançou o número um em 2004 depois de vencer seu primeiro Australian Open, enquanto Nadal conquistou em 2008 após sua vitória nas Olimpíadas, após terminar, por três anos seguidos, o ano em 2º lugar, atrás de Federer. Da mesma forma, Djokovic alcançou o status de número 1 do mundo após sua vitória em Wimbledon 2011, após quatro anos consecutivos no número 3, em uma temporada considerada uma das maiores da história do esporte. Murray alcançou a posição número um após o Masters de Paris em 7 de novembro de 2016, no final de uma temporada em que havia disputado três finais de torneios de Grand Slam (vencendo um, Wimbledon), além de vencer os Jogos Olímpicos e três torneios de Masters.
Eles realizaram:
- Os dois primeiros lugares no ranking ATP continuamente desde 25 de julho de 2005 (exclusivamente por Federer e Nadal de julho de 2005 a agosto de 2009). Em 3 de fevereiro de 2020, isso representa 759 semanas.
- Os três primeiros lugares no ranking ATP continuamente de 13 de agosto de 2007 a 7 de julho de 2013.
- Os quatro primeiros lugares no ranking da ATP menos 16 semanas, de 8 de setembro de 2008 a 28 de janeiro de 2013.

#### Linha do tempo por ano do ranking da ATP ao final do ano
| Federer                 | Federer | Federer | Federer | Federer | Federer | Federer | Federer | Big Two | Big Two | Big Three | Big Three | Big Four | Big Four | Big Four | Big Four | Big Four | Big Four | Big Four | Big Four | Big Three | Big Three | Big Three | Big Three |
| Ranking ao Final do Ano | 1998    | 1999    | 2000    | 2001    | 2002    | 2003    | 2004    | 2005    | 2006    | 2007      | 2008      | 2009     | 2010     | 2011     | 2012     | 2013     | 2014     | 2015     | 2016     | 2017      | 2018      | 2019      | 2020      |
| Roger Federer           | 301     | 64      | 29      | 13      | 6       | 2       | 1       | 1       | 1       | 1         | 2         | 1        | 2        | 3        | 2        | 6        | 2        | 3        | 16       | 2         | 3         | 3         | 5         |
| Rafael Nadal            |         |         |         | 811     | 200     | 49      | 51      | 2       | 2       | 2         | 1         | 2        | 1        | 2        | 4        | 1        | 3        | 5        | 9        | 1         | 2         | 1         | 2         |
| Novak Djokovic          |         |         |         |         |         | 679     | 186     | 78      | 16      | 3         | 3         | 3        | 3        | 1        | 1        | 2        | 1        | 1        | 2        | 12        | 1         | 2         | 1         |
| Andy Murray             |         |         |         |         |         | 540     | 411     | 63      | 17      | 11        | 4         | 4        | 4        | 4        | 3        | 4        | 6        | 2        | 1        | 16        | 240       | 125       | 121       |

#### Linha do tempo por idade do ranking da ATP ao final do ano
| Ranking ao Final do Ano | 17  | 18 | 19 | 20 | 21 | 22 | 23 | 24 | 25 | 26 | 27 | 28 | 29 | 30 | 31  | 32  | 33  | 34 | 35 | 36 | 37 | 38 | 39 |
| ----------------------- | --- | -- | -- | -- | -- | -- | -- | -- | -- | -- | -- | -- | -- | -- | --- | --- | --- | -- | -- | -- | -- | -- | -- |
| Roger Federer           | 301 | 64 | 29 | 13 | 6  | 2  | 1  | 1  | 1  | 1  | 2  | 1  | 2  | 3  | 2   | 6   | 2   | 3  | 16 | 2  | 3  | 3  | 5  |
| Rafael Nadal            | 49  | 51 | 2  | 2  | 2  | 1  | 2  | 1  | 2  | 4  | 1  | 3  | 5  | 9  | 1   | 2   | 1   | 2  |    |    |    |    |    |
| Novak Djokovic          | 186 | 78 | 16 | 3  | 3  | 3  | 3  | 1  | 1  | 2  | 1  | 1  | 2  | 12 | 1   | 2   | 1   |    |    |    |    |    |    |
| Andy Murray             | 411 | 63 | 17 | 11 | 4  | 4  | 4  | 4  | 3  | 4  | 6  | 2  | 1  | 16 | 240 | 125 | 121 |    |    |    |    |    |    |

#### Ranking atual
| Ranking ATP de Simples de 9 de março de 2020 | Ranking ATP de Simples de 9 de março de 2020 | Ranking ATP de Simples de 9 de março de 2020 | Ranking ATP de Simples de 9 de março de 2020 | Ranking ATP de Simples de 9 de março de 2020 |
| #                                            | Jogador                                      | Pontos                                       | Mudança†                                     | Tours                                        |
| -------------------------------------------- | -------------------------------------------- | -------------------------------------------- | -------------------------------------------- | -------------------------------------------- |
| 1                                            | Novak Djokovic (SRB)                         | 10,220                                       | Estável                                      | 18                                           |
| 2                                            | Rafael Nadal (ESP)                           | 9,850                                        | Estável                                      | 18                                           |
| 4                                            | Roger Federer (SUI)                          | 6,630                                        | Estável                                      | 16                                           |
| 129                                          | Andy Murray (GBR)                            | 412                                          | Estável                                      | 7                                            |

| Ranking ATP de Simples de 9 de março de 2020 | Ranking ATP de Simples de 9 de março de 2020 | Ranking ATP de Simples de 9 de março de 2020 | Ranking ATP de Simples de 9 de março de 2020 | Ranking ATP de Simples de 9 de março de 2020 |
| #                                            | Jogador                                      | Pontos                                       | Mudança†                                     | Tours                                        |
| -------------------------------------------- | -------------------------------------------- | -------------------------------------------- | -------------------------------------------- | -------------------------------------------- |
| 1                                            | Novak Djokovic (SRB)                         | 3165                                         | Estável                                      | 3                                            |
| 4                                            | Rafael Nadal (ESP)                           | 1110                                         | Estável                                      | 3                                            |
| 9                                            | Roger Federer (SUI)                          | 720                                          | Estável                                      | 1                                            |
| N/A                                          | Andy Murray (GBR)                            | 0                                            |                                              | 0                                            |

†Mudança desde o ranking da semana anterior

#### Era Big Four No. 1 do mundo
* Estatísticas corretas Desde 16 de março de  2020.
| Jogador            | Data do início          | Data do fim             | Semanas | Total |
| ------------------ | ----------------------- | ----------------------- | ------- | ----- |
| Roger Federer      | 2 de fevereiro de 2004  | 17 de agosto de 2008    | 237‡    | 237   |
| Rafael Nadal       | 18 de agosto de 2008    | 5 de julho de 2009      | 46      | 46    |
| Roger Federer (2)  | 6 de julho de 2009      | 6 de junho de 2010      | 48      | 285   |
| Rafael Nadal (2)   | 7 de junho de 2010      | 3 de julho de 2011      | 56      | 102   |
| Novak Djokovic     | 4 de julho de 2011      | 8 de julho de 2012      | 53      | 53    |
| Roger Federer (3)  | 9 de julho de 2012      | 4 de novembro de 2012   | 17      | 302   |
| Novak Djokovic (2) | 5 de novembro de 2012   | 6 de outubro de 2013    | 48      | 101   |
| Rafael Nadal (3)   | 7 de outubro de 2013    | 6 de julho de 2014      | 39      | 141   |
| Novak Djokovic (3) | 7 de julho de 2014      | 6 de novembro de 2016   | 122     | 223   |
| Andy Murray        | 7 de novembro de 2016   | 20 de agosto de 2017    | 41      | 41    |
| Rafael Nadal (4)   | 21 de agosto de 2017    | 18 de fevereiro de 2018 | 26      | 167   |
| Roger Federer (4)  | 19 de fevereiro de 2018 | 1 de abril de 2018      | 6       | 308   |
| Rafael Nadal (5)   | 2 de abril de 2018      | 13 de maio de 2018      | 6       | 173   |
| Roger Federer (5)  | 14 de maio de 2018      | 20 de maio de 2018      | 1       | 309   |
| Rafael Nadal (6)   | 21 de maio de 2018      | 17 de junho de 2018     | 4       | 177   |
| Roger Federer (6)  | 18 de junho de 2018     | 24 de junho de 2018     | 1       | 310‡  |
| Rafael Nadal (7)   | 25 de junho de 2018     | 4 de novembro de 2018   | 19      | 196   |
| Novak Djokovic (4) | 5 de novembro de 2018   | 3 de novembro de 2019   | 52      | 275   |
| Rafael Nadal (8)   | 4 de novembro de 2019   | 2 de fevereiro de 2020  | 13      | 209   |
| Novak Djokovic (5) | 3 de fevereiro de 2020  | Presente                | 7       | 282   |
| Total de Semanas   | 2 de fevereiro de 2004  | Presente                | 842     |       |

‡Representa um recorde no ranking da ATP.

#### Intervalo de tempo no Top 4
* Todas estatísticas corretas Desde 16 de março de  2020.

##### Top 1
Intervalo de tempo que o Big 4 ocupou a primeira posição no ranking da ATP.
| Data de início         | Data do fim | Semanas |
| ---------------------- | ----------- | ------- |
| 2 de fevereiro de 2004 | Presente    | 842     |

Depois de Federer se tornar número 1 em 2 de fevereiro de 2004, os membros do Big 4 se mantiveram no no. 1 do ranking, alternando-se 19 vezes.

##### Top 2
Intervalo de tempo que o Big 4 ocupou as duas primeiras posições no ranking da ATP.
| Data de início      | Data do fim | Semanas |
| ------------------- | ----------- | ------- |
| 25 de julho de 2005 | Presente    | 765     |

## Legado e reconhecimento

### Atuais e antigos profissionais
Os melhores jogadores, incluindo David Ferrer, Tomas Berdych, Jo-Wilfried Tsonga, Stan Wawrinka e Andy Roddick, falaram sobre o domínio do Big Four e o desafio que enfrentam ao enfrentá-los. Enquanto a questão de romper o domínio do Big Four é uma questão constante, o resto da turnê é constantemente perguntado, muitos ex-profissionais de topo também falaram sobre o assunto, incluindo Björn Borg, Andre Agassi, Pete Sampras e Goran Ivanisevic.
David Ferrer declarou em 2013:

Eu acho que o top quatro são melhores. É minha opinião. Mas estou tentando vencer todos os jogos. Os resultados estão aí, não? Eu não estou inventando coisa alguma. É muito difícil para mim ganhar um Grand Slam porque há o top quatro. Neste momento, eles são melhores que os outros jogadores.

### Mídia
Desde 2010, quando o Big Four cada vez mais começou a dominar a turnê como um grupo, a maioria dos artigos e relatórios se concentra apenas nos membros do Big Four e suas chances em torneios futuros ou como o anterior os afetou, com seções menores sobre o resto dos jogadores.
A presença do Big Four é geralmente visto como tendo um impacto positivo no tênis, tornando o esporte mais emocionante e, por sua vez, atraindo mais atenção. Entretanto, Com todos os quatro membros sendo de países europeus, isso pode ter tido um efeito potencialmente negativo sobre o interesse na América do Norte. Também foi argumentado que o domínio do Big Four tornou o jogo previsível ou até mesmo chato.

### Conceitos e propostas alternativas

#### "Big Three"
Alguns comentaristas de tênis, incluindo o próprio Murray, falaram de um "Big Three" ou "Trivalry", com Murray atrás dos outros três jogadores. O estatístico Nate Silver, em 2014, até rotulou o grupo de 'Big Three and a Half'. O recorde geral de Andy Murray contra os outros três membros do Big Four é (até o final do ano de 2018) 29–56. Murray também ficou brevemente fora dos dez primeiros no ranking em 2014, na época o único membro do Big Four a fazê-lo desde 2006, após uma queda de forma após uma cirurgia nas costas no final de 2013. No entanto, Murray aparece entre os dez primeiros em vários recordes da Era Aberta, incluindo nas quartas de final, semifinais e finais alcançadas em Majors, e é até hoje a única pessoa na história que ganhou duas medalhas de ouro em simples nos Jogos Olímpicos, e apenas o segundo jogador da Era Aberta (depois de Andre Agassi), e o único membro dos quatro grandes, a ganhar um Grand Slam, uma Copa Davis, um ouro para os Jogos Olímpicos, um ATP Finals e um torneio Masters 1000, bem como alcançar o número 1 do mundo no ranking da ATP. Ele foi o último dos quatro grandes a alcançar o número 1 do mundo, embora ele já tivesse passado 76 semanas como o número 2. Murray possui três Majors, duas vitórias nos Jogos Olímpicos, ATP Finals e vitórias na Copa Davis e seu sucesso em alcançar o mundo número 1 no ranking, todos desde 2012, o viram listado mais confortavelmente ao lado dos outros três membros em meados da década de 2010. Sua ascensão para alcançar o ranking de número 1 do mundo em novembro de 2016 e mantê-lo para terminar o ano no topo do ranking ajudou ainda mais os argumentos sobre ele pertencer ao Big Four, embora o debate esteja em andamento.

#### Sugestões "Big Five"
Separadamente, foi afirmado que a era atual do tênis deve ser vista como tendo um "Big Five", com Juan Martín del Potro, Marin Čilić, e Stan Wawrinka sugeridos como expansões para o Big Four. Wawrinka, em particular, é o único jogador ativo fora do Big Four a ter conquistado mais de um título de Slam, tendo conquistado três (o mesmo número de Murray), derrotando Djokovic e Nadal a caminho do título do Australian Open de 2014, Federer e Djokovic para vencer Roland Garros de 2015, e Djokovic novamente para vencer o US Open de 2016. Ele também tem um recorde positivo de derrotas e vitórias nas finais de Grand Slam, vencendo três de quatro (a derrota para Nadal na final do Roland Garros de 2017), ao contrário de Murray, que ganhou apenas três dos onze (uma taxa de 27,27%). No entanto, Wawrinka chegou a menos sete finais de Grand Slam, ganhou menos 13 títulos de Masters do que Murray e alcançou o número 3 no ranking mundial. Wawrinka minimizou a sugestão de que ele seja incluído em um expandido "Big Five", descrevendo Murray como "bem à frente" dele.

### Premiação em dinheiro
Djokovic, Federer, Nadal, e Murray compõem as quatro primeiras posições no ranking de premiação em em dinheiro de todos os tempos (não ajustado à inflação).
Além disso, eles possuem coletivamente os 10 maiores pagamentos de temporada única, variando de US$13,06 milhões a US$21,15 milhões.
|     | Tenista        | Premiação em dinheiro | Final |
| --- | -------------- | --------------------- | ----- |
| 1.  | Novak Djokovic | $143,631,560          | 2020  |
| 2.  | Roger Federer  | $129,946,683          | 2020  |
| 3.  | Rafael Nadal   | $120,955,904          | 2020  |
| 4.  | Andy Murray    | $61,544,077           | 2019  |
| 5.  | Pete Sampras   | $43,280,489           | 2002  |
| 6.  | Stan Wawrinka  | $34,278,627           | 2020  |
| 7.  | David Ferrer   | $31,483,911           | 2019  |
| 8.  | Andre Agassi   | $31,152,975           | 2006  |
| 9.  | Tomáš Berdych  | $29,491,328           | 2019  |
| 10. | Marin Čilić    | $27,864,286           | 2020  |

|     | Temporada única | Premiação em dinheiro | Ano  |
| --- | --------------- | --------------------- | ---- |
| 1.  | Novak Djokovic  | $21,146,145           | 2015 |
| 2.  | Andy Murray     | $16,349,701           | 2016 |
| 3.  | Rafael Nadal    | $16,349,586           | 2019 |
| 4.  | Novak Djokovic  | $15,967,184           | 2018 |
| 5.  | Rafael Nadal    | $15,864,000           | 2017 |
| 6.  | Rafael Nadal    | $14,570,935           | 2013 |
| 7.  | Novak Djokovic  | $14,250,527           | 2014 |
| 8.  | Novak Djokovic  | $14,138,824           | 2016 |
| 9.  | Novak Djokovic  | $13,372,355           | 2019 |
| 10. | Roger Federer   | $13,054,856           | 2017 |

↑  Desde 9 de março de  2020.
↑  Jogadores ativos em negrito.

## Rivalidades
As respectivas rivalidades entre os Big Four são consideradas as maiores de todos os tempos. Entre os quatro, foram disputadas 217 partidas uma contra o outra, 65 das quais em Grand Slam. Isso inclui 30 finais de torneios Grand Slam, além de 26 semifinais em Grand Slam, mais do que qualquer outro grupo de quatro jogadores. Atualmente, Djokovic lidera o recorde frente a frente contra todos os membros do Big Four. Djokovic também venceu mais de 20 partidas contra seus três colegas, enquanto Nadal venceu mais de 20 partidas contra dois de seus pares. A rivalidade de Djokovic-Nadal é a única na Era Aberta a atingir 50 partidas.

### Registros frente a frente
| Jogador        | Djokovic | Nadal | Federer | Murray | Geral | Vitória % |
| -------------- | -------- | ----- | ------- | ------ | ----- | --------- |
| Novak Djokovic |          | 29–27 | 27–23   | 25–11  | 81–61 | 57%       |
| Rafael Nadal   | 27–29    |       | 24–16   | 17–7   | 68–52 | 57,1%     |
| Roger Federer  | 23–27    | 16–24 |         | 14–11  | 53–62 | 46,1%     |
| Andy Murray    | 11–25    | 7–17  | 11–14   |        | 29–56 | 34,1%     |

Dos 67 torneios de Grand Slam que o Big Four jogou até agora, 49 deles estão foram conquistados por um membro do Big Four.
Nadal teve que derrotar um dos outros três membros 24 vezes para ganhar seus 20 títulos. Isso inclui dez vitórias sobre Djokovic (cinco finais, quatro semifinais, e uma quartas de final), dez vitórias sobre Federer (seis finais, quatro semifinais) e quatro vitórias sobre Murray (três semifinais, uma quartas de final). Além disso, para ganhar seis de seus 20 títulos, ele teve que derrotar dois dos Big Four no mesmo torneio. Em três ocasiões, teve que derrotar Federer e Djokovic, em duas ocasiões teve que derrotar Federer e Murray, e em uma ocasião teve que derrotar Djokovic e Murray.
Djokovic teve que derrotar um dos outros três membros 20 vezes para ganhar seus 17 títulos. Isso inclui oito vitórias sobre Federer (quatro finais, quatro semifinais), seis vitórias sobre Murray (cinco finais, uma semifinal) e cinco vitórias sobre Nadal (quatro finais, uma semifinais). Além disso, para ganhar quatro de seus 12 títulos, ele teve que derrotar dois dos Big Four no mesmo torneio. Em duas ocasiões, ele teve que derrotar Federer e Murray, em uma ocasião ele teve que derrotar Nadal e Federer, e em uma ocasião ele teve que derrotar Nadal e Murray.
Federer teve que derrotar um dos outros três membros dez vezes para ganhar seus 20 títulos. Isso inclui quatro vitórias sobre Djokovic (uma final, duas semifinais, uma oitavas de final), três vitórias sobre Murray (todas finais) e três vitórias sobre Nadal (todas finais). Além disso, para ganhar 2 de seus 20 títulos, ele teve que derrotar dois dos Big Four no mesmo torneio. Em ambas as ocasiões, ele teve que derrotar Djokovic e Murray. Federer distribuiu bagels (6-0) para todos os outros três membros.
Murray teve que derrotar um dos outros três membros duas vezes para ganhar seus três títulos. Em ambas as ocasiões ele derrotou Djokovic na final. Ao ganhar a primeira medalha de ouro olímpica, Murray derrotou Djokovic e Federer nos jogos mata a mata, com Federer como seu último adversário.

### Federer vs. Nadal
Federer e Nadal têm jogado um contra o outro desde 2004 e sua rivalidade é uma parte significativa das carreiras de ambos. Também é considerado uma das maiores da história. Eles jogaram 40 vezes (a terceira maior na história da Era Aberta), mais recentemente na semifinal do torneio de Wimbledon de 2019, e Nadal lidera sua rivalidade de 14 a 24 anos.
Eles mantiveram os dois primeiros rankings no ATP Tour de julho de 2005 até 14 de setembro de 2009, quando Nadal caiu para o número 3 do mundo (Andy Murray se tornou o novo número 2), e novamente desde 11 de setembro de 2017. Este é o único par de homens a ter terminado quatro anos consecutivos no topo, eventualmente com seis anos de 2005 a 2010. Federer ficou em primeiro lugar no ranking mundial por um recorde de 237 semanas consecutivas começando em fevereiro de 2004. Nadal, que é cinco anos mais novo, subiu para o segundo lugar em julho de 2005 e ocupou o lugar por 160 vezes consecutivas antes de superar Federer em agosto de 2008.
Dezesseis das suas 40 partidas foram no saibro, o que é estatisticamente, a melhor superfície de Nadal e a pior de Federer, com 13 sendo em finais. Nadal tem um recorde de vitórias em quadras duras ao ar livre (8–6) e saibro (14–2), enquanto Federer lidera na grama (3–1) e quadras duras internas (5–1). Como as participações em torneios são baseadas nos rankings, 24 de suas partidas foram nas finais do torneio, que incluíram um recorde de 9 finais em Grand Slam, de todos os tempos. De 2006 a 2008, eles jogaram em todas as finais de Roland Garros e de Wimbledon. Nadal venceu seis das nove, perdendo as duas primeiras finais de Wimbledon. Quatro dessas finais foram cinco partidas consecutivas (2007 e 2008 em Wimbledon, 2009 e 2017 no Aberto da Austrália), com a final de Wimbledon em 2008 sendo considerada a melhor partida de todos os tempos por muitos analistas de tênis. Treze de seus 40 encontros chegaram a um set decisivo. Eles também jogaram em 12 finais Masters Series, incluindo seu único jogo de cinco horas no Masters de Roma de 2006, que Nadal venceu em um tie-break de quinto set, salvando dois match points e no Masters de Miami de 2005, onde Federer voltou de dois sets para vencer em quase quatro horas. Eles também disputaram a final do ATP World Tour Finals em 2010, com Federer vencendo em três sets.